# Weisendorf
Weisendorf település Németországban, azon belül Bajorországban. Lakosainak száma 6877 fő (2023. december 31.). Weisendorf Großenseebach és Herzogenaurach községekkel határos.

## Népesség
A település népessége az elmúlt években az alábbi módon változott:
| Lakosok száma | 616  | 1261 | 2725 | 4089 | 6303 | 6407 | 6492 | 6493 | 6671 | 6877 |
|               | 1875 | 1950 | 1975 | 1987 | 2012 | 2014 | 2016 | 2017 | 2021 | 2023 |